# Knight Rider
Knight Rider (pt: O Justiceiro e br: A Super Máquina) é uma série de televisão produzida por Glen A. Larson (que também fez outras séries como Galactica, Duro na Queda e Magnum) e produzida pela Universal Studios.
A série iniciou em setembro de 1982 e encerrou em maio de 1986, totalizando 4 temporadas e 90 episódios produzidos.
Sua primeira exibição no Brasil foi na TV Record em 31 de maio de 1983 ( o piloto ) a série estreou aos domingos as 21:00 na mesma emissora em 5 de junho de 1983 depois a série passaria no SBT (na época, ainda se chamava TVS) e seria exibida pela última vez no fim da década de 90 na Rede 21. Atualmente está sendo exibida somente a primeira temporada na Rede Brasil, e em Portugal, na RTP 1. Estreada por David Hasselhoff (como Michael Knight, um tipo de cavaleiro andante dos dias atuais, que dirigia um carro com avançada tecnologia e personalidade própria, adquirida a partir do desenvolvimento de uma inteligência artificial). Os episódios mostravam a luta contra o crime. "Eu queria fazer o Zorro (The Lone Ranger) com um carro" disse Larson, ou seja, um misto de ficção científica e faroeste.

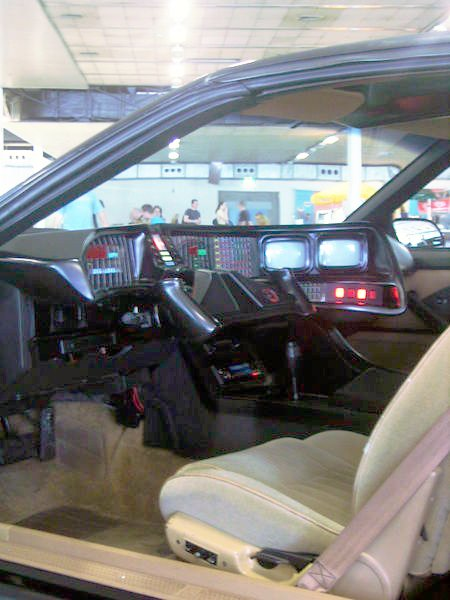
O interior de K.I.T.T. e de K.A.R.R.

A série teve imenso sucesso junto do público, muito devido ao carácter inovador de colocar um carro (Pontiac Trans Am) como personagem, dando também a conhecer ao mundo David Hasselhoff.

## Knight Rider
A série inicia quando o ex-combatente do Vietnã e policial disfarçado Michael Arthur Long (Larry Anderson) está investigando um caso de espionagem industrial em Las Vegas. Ele sofre uma emboscada e é traído por sua parceira, levando um tiro no rosto que o deixa desfigurado. Resgatado pelo milionário Wilton Knight (Richard Basehart de Viagem ao Fundo do Mar), Long é levado ainda vivo à Mansão Knight, onde o melhor cirurgião plástico do país, o Dr. Ralph Wesley (Richard Anderson, conhecido como Oscar Goldman em O Homem de Seis Milhões de Dólares e A Mulher Biônica) tenta salvá-lo da morte. O diagnóstico do Dr. Wesley é simples: Long só não morreu porque tinha em sua fronte uma placa de metal (cirurgia militar feita na época de combatente), que desviou a bala que iria para a sua cabeça, saindo pelo rosto. O mesmo destino que salvou Long o condenou, pois a bala que saiu pelo rosto não deu condição a ninguém saber como ele era antes de ser baleado. Wilton decide reconstruir o rosto de Long para que ele ficasse parecido com o de seu filho renegado, dando a ele o nome de Michael Knight (David Hasselhoff de Baywatch), enquanto Michael Long é dado como morto.
A Fundação para a Lei e Governo (FLAG - Foundation for Law And Governement) trabalha para apoiar Michael, dando-lhe um novo instrumento para o combate ao crime: um carro Pontiac Trans Am construído com uma liga molecular que o torna indestrutível, a prova de fogo e balas, além de dotado do computador K.I.T.T. (Knight Industries Two Thousand ou "Indústrias Knight 2000" em português), que comanda todas as funções do carro e, inclusive, fala.
Enquanto K.I.T.T. está ainda a ser preparado nos laboratórios da Fundação Knight e Michael Knight recupera-se para voltar ao trabalho e combater o crime, Wilton Knight morre, dizendo a Michael que "um homem pode fazer a diferença". Auxiliado pelo melhor amigo de Wilton, Devon Miles (Edward Mulhare), que assumiu os negócios da Fundação, Michael começa sua jornada com seu novo carro.

## Personagens

### K.A.R.R.

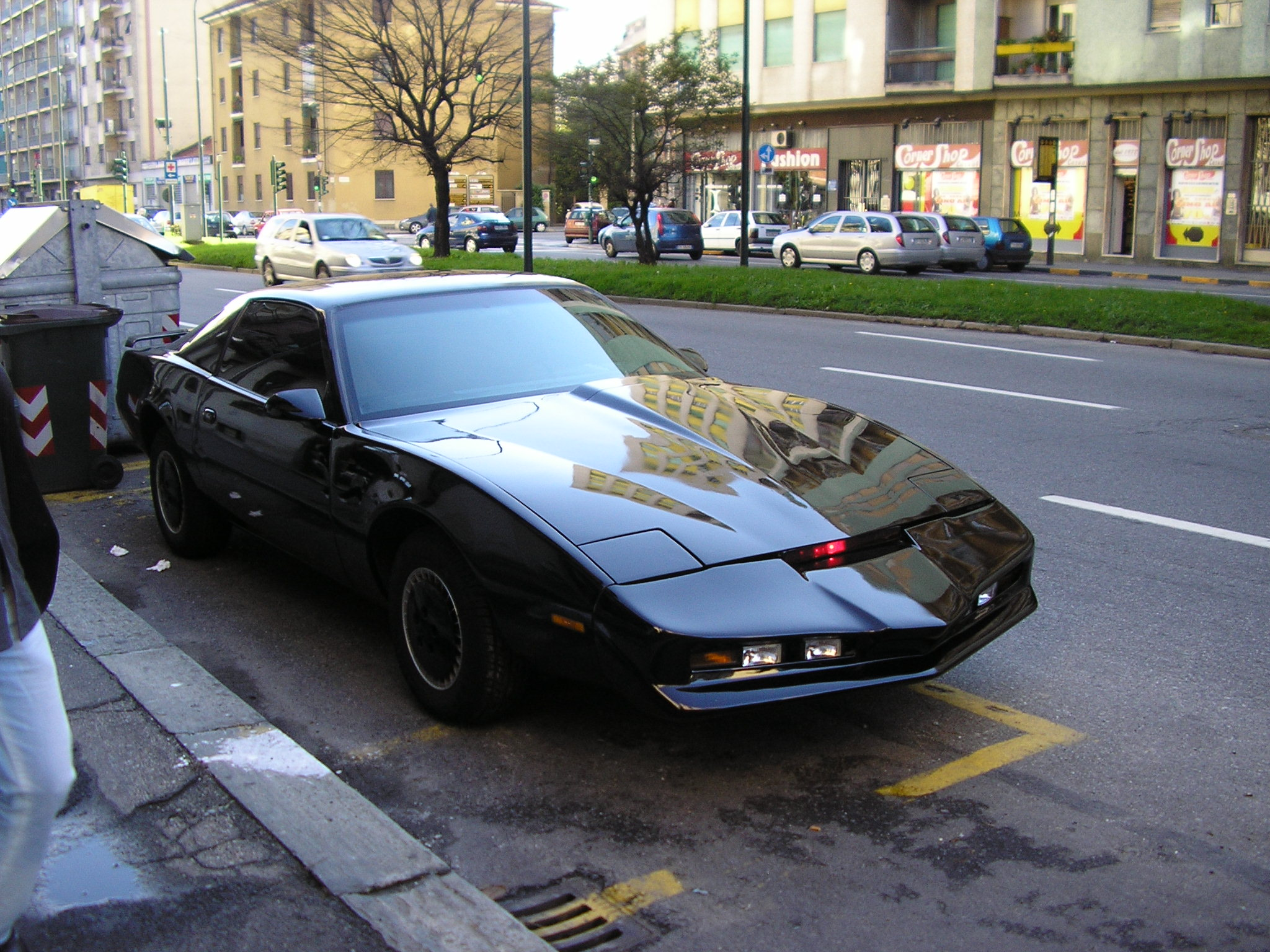
K.I.T.T., o irmão gémeo de K.A.R.R.

Knight Automated Roving Robot (Robô Revolucionário Automático Knight em português, ou apenas K.A.R.R., como fácil reconhecimento) é um personagem ficcional na aventura série televisiva Knight Rider (O Justiceiro em Portugal e A Super Máquina no Brasil).
Sua característica principal é o refletor amarelo na parte dianteira do carro (a partir do episódio KITT vs KARR na série original e na série de 2008), diferente da de K.I.T.T., que é vermelha. O modelo de carro é idêntico ao de KITT, um Pontiac TransAm.
KARR apareceu duas vezes no seriado: a primeira foi na 1ª temporada no episódio O Irmão Gêmeo e a segunda foi na 3ª temporada no episódio KITT vs KARR.
Segundo a história da série, KARR foi o primeiro projeto de Wilton Knight para desenvolver a mesma tarefa de KITT, mas por um erro durante a instalação das diretivas, o KARR passou a ter como princípio sua autoproteção, diferentemente de KITT, que tem como princípio a proteção humana. Wilton não gostou do resultado e reprovou KARR, pois ele fora mal projetado em sua programação e poderia causar dano as pessoas quando fosse solicitado.
KARR ficou guardado no armazém das Indústrias Knight até em O Irmão Gêmeo, quando ladrões o retiram de lá. Já em KITT vs KARR, ele é encontrado por um jovem casal enterrado na areia em uma praia (por que no episódio anterior Michael conseguiu fazer com que KARR caísse de um precipício e explodisse - o efeito da maresia transformou o refletor frontal de KARR na cor amarela), sendo que ninguém sabe quem o reconstruira após sua destruição ao cair do precipício, a ponto de ser encontrado inteiro pelo casal, o qual na sequência, fora sequestrado por KARR no reencontro e no duelo final com KITT.

## Transmissões

### Transmissão em Portugal
Estreou no dia 31-01-1987 às 15h35. Exibição na RTP1 com legendas em português:
- Sábado, 15h35 31-01-1987 estreia[2];
- Domingos, 19h de 08-02-1987[2] até 11-10-1987[2];
- Domingos, 19h de 22-05-1988[2] até 12-03-1989[2];
- Domingos, 19h de 02-04-1989[2] até 16-07-1989[2].

Nos anos 90 foi transmitido na TVI dobrado em português do brasil. Regressa legendado a 29 de Março de 2018 com a RTP Memória.

## Sequências

### Knight Rider 2000

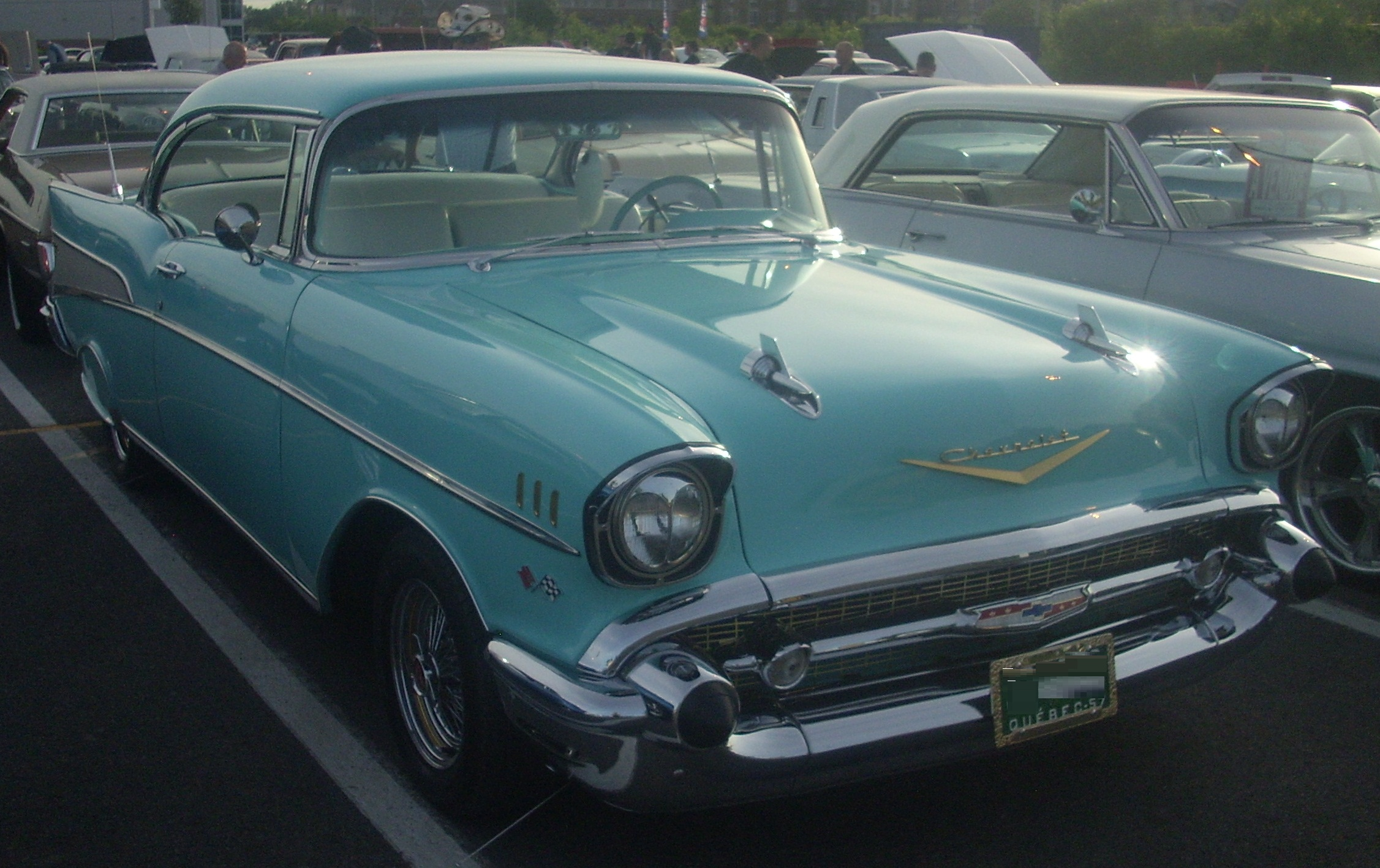
Chevrolet Bel Air de 1957

Em 1991 foi feito o filme Knight Rider 2000, onde Michael Knight voltava ao ativo após 10 anos afastado da Fundação, e instala o CPU de K.I.T.T. (que havia sido desmontado e desativado) em seu Chevy Bel Air 1957, mas o antigo chip de K.I.T.T. acabou parando na cabeça de uma policial. A Fundação prepara um novo carro, o Knight Industries Four Thousand (K.I.F.T. ou Indústrias Knight 4000, em português), que é um Pontiac Banshee vermelho ano 1988, onde posteriormente foi instalado o CPU de K.I.T.T.. Este filme passou no Brasil nos canais SBT, Universal Channel, Rede Globo e Intercine, com o nome A Super Máquina 2000. Destaque para o vilão Thomas J. Watts (interpretado por Mitch Pileggi, mais conhecido e aclamado como o agente Walter Skinner em Arquivo X). Neste filme o falecido ator James Doohan, o Montgomery Scott de Jornada nas Estrelas fez uma pequena aparição.

### Knight Rider (2008)
Em A Nova Super Máquina, KARR apareceu em 2 episódios no primeiro indiretamente em Nada detém o KITT e no segundo diretamente em Retomando KARR, quando tem um conflito com KITT e Mike.

### Knight Rider 2010
Em 1994 foi lançado outro filme Knight Rider 2010, que nada tinha a ver com a série original, exceto o título e que um carro falava, mas não era KITT. Os fans mais "ferrenhos" da série olham para este filme como se nunca tivesse existido. Em nenhum momento é feita a referência quer à Fundação pela Lei e o Governo, a Michael Knight, a KITT, nem a nada que aparecesse na série original. Além disso levou bastantes críticas como filme de ação. Narrava a história de Jake McQueen, que procurava vingar-se do chefe de uma empresa com o nome de Chrysalid, que assassinou o seu pai e a sua namorada. Para a vingança construiu um carro dotado de gadgets, armamento e blindagem. Para além disso através de um computador conseguiu cristalizar a alma da sua namorada morta e a introduziu no seu carro. Este tem o mesmo nome que a sua namorada, ANNA, e pode falar (com a mesma voz que a sua namorada), conduzir-se sozinho, entre outras coisas. O design deste carro não agradou nada ao público, já que o filme tem um ambiente pós-apocalíptico muito ao estilo de filmes como Mad Max que é totalmente o oposto à série original.

### Team Knight Rider
Finalmente, em 1997 a Universal transmitiu uma série com o nome Team Knight Rider. Mesmo que de início aparente que a história desta série é uma continuação ao filme Knight Rider 2000, na realidade é o contrário, já que esta decorre no ano 2000 e o "Team Knight Rider" uns quantos anos antes. Esta série possuía incoerências argumentais em relação ao filme. Nesta nova série tínhamos 5 protagonistas (3 homens e 2 mulheres, uma delas era a hipotética filha de Michael Knight) que conduziam 5 veículos (2 automóveis, 2 motas (uma delas com sidecar) e um monovolume). Estes carros também falam, tal como fazia KITT. Apesar das contínuas referências à série original, Team Knight Rider não conseguiu convencer ninguém embora Glen A. Larson (criador da série original) fosse o produtor executivo do Team Knight Rider. A universal acabou por transmitir só uma temporada com 22 episódios.

### Knight Rider (2008)
A NBC anunciou no dia 13 de Dezembro de 2007 o lançamento do primeiro episódio da 1ª temporada da nova série no dia 17 de Fevereiro de 2008 com um novo carro (um Ford Mustang Shelby GT500KR), novos actores e uma participação especial de David Hasselhoff como Michael Knight. O primeiro episódio tem a duração de uma hora e vinte minutos. Justin Bruening é o actor principal na série como Mike Traceur, junto com Sarah Graimman (Deanna Russo).